# Clovia kinana
Clovia kinana är en insektsart som beskrevs av Victor Lallemand 1932. Clovia kinana ingår i släktet Clovia och familjen spottstritar. Inga underarter finns listade i Catalogue of Life.